# 1950年イタリアグランプリ
1950年イタリアグランプリ (XXI GRAN PREMIO D'ITALIA) は、1950年のF1世界選手権第7戦として、1950年9月3日にモンツァで開催された。
このレースでニーノ・ファリーナが初のタイトルを獲得、母国でタイトルを獲得した唯一のドライバーとなった。

## 背景
ファン・マヌエル・ファンジオがフランスグランプリで優勝し、ファンジオのポイントは26、チームメイトのルイジ・ファジオーリが24とその差は2ポイントであった。もう1人、ジュゼッペ・ファリーナも22ポイントと、4ポイントの間に3人がひしめき合っていた。ファジオーリは既に有効ポイントがカウントされる4戦全てが2位であり、優勝しても3ポイントが増えるだけであった。一方ファンジオとファリーナはポイント獲得が3戦のみであった。ファンジオのポイント獲得は全て1位であった。
タイトル獲得条件
- ファンジオ
  - 優勝または2位でタイトルが確定。
  - 3位、4位、5位で、ファリーナが2位もしくはそれ以下。
  - ファステストラップを達成し、ファリーナだけが3位もしくはそれ以下。
  - ノーポイントの場合、ファリーナが3位もしくはそれ以下で、ファステストラップを達成しない。4位かつファジオーリが優勝せず、ファステストラップも達成しない。
- ファジオーリ
  - 優勝かつファステストラップを達成し、ファリーナが3位もしくはそれ以下、加えてファンジオがノーポイント。
- ファリーナ
  - 優勝かつファステストラップを達成し、ファンジオが3位もしくはそれ以下。
  - 3位かつファステストラップを達成し、ファンジオがノーポイント。

## レース概要
フェラーリはアルファロメオの支配を打ち破るために新型の自然吸気4.5リッターエンジンを搭載したマシンを投入した。アルベルト・アスカリがそのマシンで予選で2番手に付け、ファン・マヌエル・ファンジオのアルファロメオ・158に続いた。レースが始まるとニーノ・ファリーナに先んじて走行したが、そのペースは新型車に負担となり、20ラップ目にリタイアとなった。その後はいつものようにアルファ同士のバトルとなった。ファンジオは2回リタイアする。初めは自身のアルファロメオ・158、2回目は引き継いだピエロ・タルッフィのマシン搭乗時であった。ファリーナがドリノ・セラフィーニのフェラーリ・375を引き継いだアスカリを率いてレースを制し、ルイジ・ファジオーリが3位に入った。タルボ・ラーゴ・T26Cのルイ・ロジェが4位、フィリップ・エタンセランが5位に入った。エタンセランは世界選手権においてポイント圏内でフィニッシュした最年長ドライバーとなった。26台の内7台のみが完走、ファリーナが優勝、ファンジオはノーポイント、ファジオーリが3位に入り、ファリーナが初のタイトルを獲得した。

## エントリーリスト
| No       | ドライバー                       | チーム                                 | コンストラクター     | シャシー                  | エンジン                         | タイヤ |
| -------- | -------------------------------- | -------------------------------------- | -------------------- | ------------------------- | -------------------------------- | ------ |
| 2        | ジョニー・クレエ                 | エキュリー・ベルゲ                     | タルボ・ラーゴ       | タルボ・ラーゴ・T26C      | タルボ 23CV 4.5 L6               | D      |
| 4        | フランコ・ロル                   | オフィシーネ・アルフィエリ・マセラティ | マセラティ           | マセラティ・4CLT-48       | マセラティ 4 CL 1.5 L4s          | P      |
| 6        | ルイ・シロン                     | オフィシーネ・アルフィエリ・マセラティ | マセラティ           | マセラティ・4CLT-48       | マセラティ 4 CL 1.5 L4s          | P      |
| 8        | ピーター・ホワイトヘッド         | ピーター・ホワイトヘッド               | フェラーリ           | フェラーリ・125           | フェラーリ 125 F1 1.5 V12s       | D      |
| 10       | ニーノ・ファリーナ               | アルファロメオ SpA                     | アルファロメオ       | アルファロメオ・159       | アルファロメオ 159 LBC 1.5 L8s   | P      |
| 12       | レイモンド・ソマー               | レイモンド・ソマー                     | タルボ・ラーゴ       | タルボ・ラーゴ・T26C      | タルボ 23CV 4.5 L6               | D      |
| 14       | ジョヴァンニ・ブラッコ1          | スクーデリア・フェラーリ               | フェラーリ           | フェラーリ・125           | フェラーリ 125 F1 1.5 V12s       | P      |
| 16       | アルベルト・アスカリ             | スクーデリア・フェラーリ               | フェラーリ           | フェラーリ・375           | フェラーリ 375 F1 4.5 V12        | P      |
| 18       | ファン・マヌエル・ファンジオ     | アルファロメオ SpA                     | アルファロメオ       | アルファロメオ・159       | アルファロメオ 159 LBC 1.5 L8s   | P      |
| 20       | ルイジ・デ・フィリッピス1        | デ・フィリッピス                       | マセラティ           | マセラティ・4CLT-48       | マセラティ 4 CL 1.5 L4s          | P      |
| 22       | クレメント・ビオンデッティ       | クレメント・ビオンデッティ             | フェラーリ-ジャガー  | フェラーリ・166T          | ジャガー XK 3.4 L6               | ?      |
| 24       | フィリップ・エタンセラン         | フィリップ・エタンセラン               | タルボ・ラーゴ       | タルボ・ラーゴ・T26C      | タルボ 23CV 4.5 L6               | D      |
| 26       | レグ・パーネル1                  | スクーデリア・アンブロジアーナ         | マセラティ           | マセラティ・4CLT-48       | マセラティ 4 CL 1.5 L4s          | D      |
| 28       | パウル・ピーチ                   | パウル・ピーチ                         | マセラティ           | マセラティ・4CLT-48       | マセラティ 4 CL 1.5 L4s          | P      |
| 30       | プリンス・ビラ                   | エンリコ・プラーテ                     | マセラティ           | マセラティ・4CLT-50       | マセラティ 4 CL 1.5 L4s          | P      |
| 32       | カス・ハリソン                   | カス・ハリソン                         | ERA                  | ERA B                     | ERA 1.5 L6s                      | D      |
| 34       | ルイジ・プラーテ1                | エンリコ・プラーテ                     | タルボ・ラーゴ       | タルボ・ラーゴ・700       | タルボ 23CV 4.5 L6               | D      |
| 36       | ルイジ・ファジオーリ             | アルファロメオ SpA                     | アルファロメオ       | アルファロメオ・158       | アルファロメオ 159 LBC 1.5 L8s   | P      |
| 38       | トゥーロ・デ・グラッフェンリート | エンリコ・プラーテ                     | マセラティ           | マセラティ・4CLT-48       | マセラティ 4 CL 1.5 L4s          | P      |
| 40       | ギ・メレッス                     | ギ・メレッス                           | タルボ・ラーゴ       | タルボ・ラーゴ・T26C      | タルボ 23CV 4.5 L6               | D      |
| 42       | モーリス・トランティニアン       | エキップ・ゴルディーニ                 | シムカ・ゴルディーニ | シムカ・ゴルディーニ・T15 | シムカ・ゴルディーニ 15C 1.5 L4s | E      |
| 44       | ロベール・マンヅォン             | エキップ・ゴルディーニ                 | シムカ・ゴルディーニ | シムカ・ゴルディーニ・T15 | シムカ・ゴルディーニ 15C 1.5 L4s | E      |
| 46       | コンサルボ・サネージ             | アルファロメオ SpA                     | アルファロメオ       | アルファロメオ・158       | アルファロメオ 159 LBC 1.5 L8s   | P      |
| 48       | ドリノ・セラフィーニ2            | スクーデリア・フェラーリ               | フェラーリ           | フェラーリ・375           | フェラーリ 375 F1 4.5 V12        | P      |
| 50       | デヴィッド・マレー               | スクーデリア・アンブロジアーナ         | マセラティ           | マセラティ・4CL           | マセラティ 4 CL 1.5 L4s          | D      |
| 52       | フェリーチェ・ボネット           | スクーデリア・ミラノ                   | ミラノ-スペルッツィ  | ミラノ・1                 | スペルッツィ 1.5 L4s             | P      |
| 56       | ピエール・ルヴェー               | ピエール・ルヴェー                     | タルボ・ラーゴ       | タルボ・ラーゴ・T26C      | タルボ 23CV 4.5 L6               | D      |
| 58       | ルイ・ロジェ                     | エキュリー・ロジェ                     | タルボ・ラーゴ       | タルボ・ラーゴ・T26C      | タルボ 23CV 4.5 L6               | D      |
| 60       | ピエロ・タルッフィ3              | アルファロメオ SpA                     | アルファロメオ       | アルファロメオ・158       | アルファロメオ 159 LBC 1.5 L8s   | P      |
| 62       | フランコ・コモッティ             | スクーデリア・ミラノ                   | マセラティ-ミラノ    | マセラティ・4CLT-50       | ミラノ 1.5 L4s                   | P      |
| 64       | アンリ・ルーボー                 | エキュリー・ロジェ                     | タルボ・ラーゴ       | タルボ・ラーゴ・T26C-GS   | タルボ 23CV 4.5 L6               | D      |
| 66       | フランコ・ボルドニ1              | エンリコ・プラーテ                     | タルボ・ラーゴ       | タルボ・ラーゴ・700       | タルボ 23CV 4.5 L6               | D      |
| Sources: |                                  |                                        |                      |                           |                                  |        |

^1 - ジョヴァンニ・ブラッコ、ルイジ・デ・フィリッピス、レグ・パーネル、ルイジ・プラーテ、フランコ・ボルドニはプラクティス前に撤退した。
^2 - ドリノ・セラフィーニはフェラーリ48番車で予選と決勝47ラップを走行した。アルベルト・アスカリは自身の車で既にリタイアしていたが、セラフィーニの車を引き継いで33ラップを走行した。
^3 - ピエロ・タルッフィはアルファロメオ60番車で予選と決勝25ラップを走行した。ファン・マヌエル・ファンジオは自身の車で既にリタイアしていたが、タルッフィの車を引き継いで9ラップを走行し、再びリタイアした。

## 予選
| 順位 | No | ドライバー                       | チーム               | ラップタイム | 差     |
| ---- | -- | -------------------------------- | -------------------- | ------------ | ------ |
| 1    | 18 | ファン・マヌエル・ファンジオ     | アルファロメオ       | 1:58.6       | -      |
| 2    | 16 | アルベルト・アスカリ             | フェラーリ           | 1:58.8       | + 0.2  |
| 3    | 10 | ジュゼッペ・ファリーナ           | アルファロメオ       | 2:00.2       | + 1.6  |
| 4    | 46 | コンサルボ・サネージ             | アルファロメオ       | 2:00.4       | + 1.8  |
| 5    | 36 | ルイジ・ファジオーリ             | アルファロメオ       | 2:04.0       | + 5.4  |
| 6    | 48 | ドリノ・セラフィーニ             | フェラーリ           | 2:05.6       | + 7.0  |
| 7    | 60 | ピエロ・タルッフィ               | アルファロメオ       | 2:05.8       | + 7.2  |
| 8    | 12 | レイモンド・ソマー               | タルボ・ラーゴ       | 2:08.6       | + 10.0 |
| 9    | 4  | フランコ・ロル                   | マセラティ           | 2:10.0       | + 11.4 |
| 10   | 44 | ロベール・マンヅォン             | シムカ・ゴルディーニ | 2:12.4       | + 13.8 |
| 11   | 40 | ギ・メレッス                     | タルボ・ラーゴ       | 2:13.2       | + 14.6 |
| 12   | 42 | モーリス・トランティニアン       | シムカ・ゴルディーニ | 2:13.4       | + 14.8 |
| 13   | 58 | ルイ・ロジェ                     | タルボ・ラーゴ       | 2:13.4       | + 14.8 |
| 14   | 64 | アンリ・ルーボー                 | タルボ・ラーゴ       | 2:13.8       | + 15.2 |
| 15   | 30 | プリンス・ビラ                   | マセラティ           | 2:14.0       | + 15.4 |
| 16   | 24 | フィリップ・エタンセラン         | タルボ・ラーゴ       | 2:14.4       | + 15.8 |
| 17   | 38 | トゥーロ・デ・グラッフェンリード | マセラティ           | 2:14.4       | + 15.8 |
| 18   | 8  | ピーター・ホワイトヘッド         | フェラーリ           | 2:16.2       | + 17.6 |
| 19   | 6  | ルイ・シロン                     | マセラティ           | 2:17.2       | + 18.6 |
| 20   | 56 | ピエール・ルヴェー               | タルボ・ラーゴ       | 2:17.2       | + 18.6 |
| 21   | 32 | カス・ハリソン                   | ERA                  | 2:18.4       | + 19.8 |
| 22   | 2  | ジョニー・クレエ                 | タルボ・ラーゴ       | 2:18.6       | + 20.0 |
| 23   | 52 | フェリーチェ・ボネット           | ミラノ・マセラティ   | 2:19.8       | + 21.2 |
| 24   | 50 | デヴィッド・マレー               | マセラティ           | 2:22.0       | + 23.4 |
| 25   | 22 | クレメント・ビオンデッティ       | フェラーリ・ジャガー | 2:30.6       | + 32.0 |
| 26   | 62 | フランコ・コモッティ             | ミラノ・マセラティ   | 2:33.6       | + 35.0 |
| 27   | 28 | パウル・ピーチ                   | マセラティ           | No time      |        |

## 決勝
| 順位 | No | ドライバー                                      | チーム               | 周回 | タイム/リタイア原因 | グリッド | ポイント |
| ---- | -- | ----------------------------------------------- | -------------------- | ---- | ------------------- | -------- | -------- |
| 1    | 10 | ジュゼッペ・ファリーナ                          | アルファロメオ       | 80   | 2:51:17.4           | 3        | 8        |
| 2    | 48 | ドリノ・セラフィーニ アルベルト・アスカリ       | フェラーリ           | 80   | + 1:18.6            | 6        | 3        |
| 3    | 36 | ルイジ・ファジオーリ                            | アルファロメオ       | 80   | + 1:35.6            | 5        | 4        |
| 4    | 58 | ルイ・ロジェ                                    | タルボ・ラーゴ       | 75   | + 5 Laps            | 13       | 3        |
| 5    | 24 | フィリップ・エタンセラン                        | タルボ・ラーゴ       | 75   | + 5 Laps            | 16       | 2        |
| 6    | 38 | トゥーロ・デ・グラッフェンリード                | マセラティ           | 72   | + 8 Laps            | 17       |          |
| 7    | 8  | ピーター・ホワイトヘッド                        | フェラーリ           | 72   | + 8 Laps            | 18       |          |
| Ret  | 50 | デヴィッド・マレー                              | マセラティ           | 56   | ギアボックス        | 24       |          |
| Ret  | 32 | カス・ハリソン                                  | ERA                  | 51   | ラジエター          | 21       |          |
| Ret  | 12 | レイモンド・ソマー                              | タルボ・ラーゴ       | 48   | ギアボックス        | 8        |          |
| Ret  | 40 | ギ・メレッス                                    | タルボ・ラーゴ       | 42   | オイルパイプ        | 11       |          |
| Ret  | 4  | フランコ・ロル                                  | マセラティ           | 39   | Ret                 | 9        |          |
| Ret  | 60 | ピエロ・タルッフィ ファン・マヌエル・ファンジオ | アルファロメオ       | 34   | エンジン            | 7        |          |
| Ret  | 56 | ピエール・ルヴェー                              | タルボ・ラーゴ       | 29   | ギアボックス        | 20       |          |
| Ret  | 18 | ファン・マヌエル・ファンジオ                    | アルファロメオ       | 23   | ギアボックス        | 1        | 1        |
| Ret  | 2  | ジョニー・クレエ                                | タルボ・ラーゴ       | 22   | オーバーヒート      | 22       |          |
| Ret  | 16 | アルベルト・アスカリ                            | フェラーリ           | 21   | エンジン            | 2        |          |
| Ret  | 22 | クレメント・ビオンデッティ                      | フェラーリ・ジャガー | 17   | エンジン            | 25       |          |
| Ret  | 64 | アンリ・ルーボー                                | タルボ・ラーゴ       | 16   | ブレーキ            | 16       |          |
| Ret  | 62 | フランコ・コモッティ                            | ミラノ・マセラティ   | 15   | Ret                 | 26       |          |
| Ret  | 42 | モーリス・トランティニアン                      | シムカ・ゴルディーニ | 13   | ウォーターパイプ    | 12       |          |
| Ret  | 6  | ルイ・シロン                                    | マセラティ           | 13   | 油圧                | 19       |          |
| Ret  | 46 | コンサルボ・サネージ                            | アルファロメオ       | 11   | エンジン            | 4        |          |
| Ret  | 44 | ロベール・マンヅォン                            | シムカ・ゴルディーニ | 7    | トランスミッション  | 10       |          |
| Ret  | 30 | プリンス・ビラ                                  | マセラティ           | 1    | エンジン            | 15       |          |
| Ret  | 28 | パウル・ピーチ                                  | マセラティ           | 0    | エンジン            | 27       |          |
| DNS  | 52 | フェリーチェ・ボネット                          | ミラノ・マセラティ   | 0    | Non Starter         | 23       |          |

## 記録
- ポールポジション: ファン・マヌエル・ファンジオ - 1:58.6
- ファステストラップ: ファン・マヌエル・ファンジオ - 2:00.0
- ラップリーダー:
  - ジュゼッペ・ファリーナ (1-13、16-80周目)
  - アルベルト・アスカリ (14、15周目)
- 車両共有ドライバー
  - Car #48: ドリノ・セラフィーニ (47周) , アルベルト・アスカリ (33周)
  - Car #26: ピエロ・タルッフィ (25周) , ファン・マヌエル・ファンジオ (9周)

## 第7戦終了時点でのランキング
|   | 順位 | ドライバー                   | ポイント |
| - | ---- | ---------------------------- | -------- |
| 2 | 1    | ニーノ・ファリーナ           | 30       |
| 1 | 2    | ファン・マヌエル・ファンジオ | 27       |
| 1 | 3    | ルイジ・ファジオーリ         | 24       |
|   | 4    | ルイ・ロジェ                 | 13       |
| 1 | 5    | アルベルト・アスカリ         | 11       |

- 注：トップ5のみ表示。ベスト4戦のみがカウントされる。ポイントは有効ポイント、括弧内は総獲得ポイント。

## 参照
1. ↑  “1950 Italian Grand Prix - Race Entries”.   manipef1.com. 2012年5月9日時点のオリジナルよりアーカイブ。2013年11月16日閲覧。
2. ↑  “1950 Italian GP - Entry List”.   chicanef1.com. 2013年11月16日閲覧。
3. ↑  “Italy 1950 - Result”.   statsf1.com. 2013年11月16日閲覧。
4. 1 2  “Italian Grand Prix 1950 - Results”.  ESPN F1. 2014年1月7日閲覧。

Unless otherwise indicated, all race results are taken from “The Official Formula 1 website”. 2007年6月5日閲覧。
Further information taken from “Silhouet”. 2013年4月16日閲覧。
| 前戦 1950年フランスグランプリ | FIA F1世界選手権 1950年シーズン |                                   |
|                               | イタリアグランプリ              | 次回開催 1951年イタリアグランプリ |